# Pluk, den lille rymdroboten
Pluk, den lille rymdroboten (Pluk, naufragé de l'espace) är en fransk barnfilm från 1979. Pluk är en guldfärgad robot från rymden, med tre lådor på magen. Han landar på jorden och skaffar där vänner som han  tillsammans reser ut i rymden med rymdskeppet Arago X-001. Filmen sändes i Sveriges television den 7 november 1981.